# Araneus crispulus
Araneus crispulus este o specie de păianjeni din genul Araneus, familia Araneidae, descrisă de Albert Tullgren în anul 1952.
Este endemică în Sweden. Conform Catalogue of Life specia Araneus crispulus nu are subspecii cunoscute.